# 九鬮
九鬮，是臺灣高雄市阿蓮區的一個傳統地域名稱，位於該區東南部。相較於今日行政區，其範圍大致包括復安里、玉庫里東北部凸出三角地區。
本地區境內主要聚落為九鬮、三塊厝、新廍、瓦磘仔、土庫，設有復安國小。

## 歷史
台灣日治初期，九鬮地區為一街庄，稱為「九鬮庄」（舊制街庄），隸屬於嘉祥外里。該庄昔日北與崙仔頂庄、崗山營庄為鄰，東與牛稠埔庄為鄰，南邊為拕仔庄，西邊為土庫庄。
1901年（日治明治三十四年）11月11日，全台廢縣廳改設二十廳，該庄隸屬於鳳山廳。1904年（明治三十七年）5月3日，該庄編入「五甲尾區」，隸屬於鳳山廳。1909年（明治四十二年）10月25日，全台合併二十廳為十二廳，五甲尾區改隸屬於臺南廳。1920年（大正九年）10月1日，全台地方制度大改正，廢十二廳改設五州二廳，該庄改制為「九鬮」大字，隸屬於高雄州岡山郡阿蓮庄（新制街庄）。
戰後阿蓮庄改制為阿蓮鄉，隸屬於高雄縣，大字亦改制為村。1950年（民國39年）10月1日，高、屏分治，阿蓮鄉仍隸屬於高雄縣。2010年（民國99年）12月25日，高雄縣、市合併為直轄高雄市，阿蓮鄉改制為阿蓮區，村亦改制為里。

## 聚落
本地區發展較早的聚落為九鬮、三塊厝、新廍、瓦磘仔（部分）、土庫（部分），在日治初期的官方地圖上已有記載。

## 交通
省道台19甲線是鹽水至赤崁的幹道，經過本地區中西部的九鬮、瓦磘仔、土庫等聚落。由該道路北行可前往阿蓮區阿蓮市區、關廟區、新化區、新市區等地，南行可前往岡山區、梓官區，並止於赤崁地區的區道高23線路口。
區道高13線是崗山頭至山腳寮的道路，其南側端點（終點）位於本地區中部偏東南的區道高14-1線路口。由此向北南蜿蜒而行，會經過本地區的新廍聚落。
區道高13-1線是新廍至九鬮的道路，全線位於本地區境內，其東北側端點（起點）位於本地區中部偏北、新廍聚落的區道高13線路口，西南側端點（終點）位於本地區中部偏西北、九鬮聚落的省道台19甲線路口。
區道高14-1線是潭底至山隙的道路，經過本地區的瓦磘仔聚落。該道路在本地區的部分路段與省道台19甲線共線。

## 學校
- 復安國小